# Stella Doufexis
Stella Doufexis (en grec moderne : Στέλλα Ντουφεξή ; Francfort, 15 avril 1968 – Berlin, 15 décembre 2015), est une chanteuse mezzo-soprano allemande, active à l'opéra et en récital de mélodies et de lieder.

## Biographie
Stella Doufexis est la fille du réalisateur grec Stavros Doufexis et d'une mère allemande. Encore étudiante, elle se produit dans divers ensembles pop de Francfort. Sur les conseils de sa mère, étudie le chant à la Haute École des Arts de Berlin avec Ingrid Figur. Elle suit également des classes de maître avec Aribert Reimann et Dietrich Fischer-Dieskau et complète sa formation avec la contralto anglaise Anna Reynolds.
De 1995 à 1997, elle est membre de la troupe du Théâtre de Heidelberg, où elle apparaît dans le rôle de Chérubin dans Le Nozze di Figaro, suivi de nombreuses tournées sur de grandes scènes, en Suisse et en Europe. Elle se produit notamment à Munich, Salzbourg, Barcelone, Francfort, Stuttgart, Glasgow, Anvers et Bruxelles. En 2005, elle est membre de la troupe de l'Opéra Comique de Berlin, où elle chante de nombreux rôles : Chérubin, Dorabella, Niklas Octavian du Chevalier à la Rose. Elle est très remarquée lors de la première d’Hamlet en juin 2009, opéra de Christian Jost son mari, ainsi que son concert au Grand Théâtre de Genève en tant que Muse (Niklas) dans Les Contes d'Hoffmann de Jacques Offenbach (2012).
Stella Doufexis développe aussi une carrière dédiée au concert de récital de mélodies et de Lieder. Elle participe à différents festivals de musique, tels que Lucerne et Berlin, les Schubertiade de Hohenems, au festival de piano de la Ruhr, au festival d'Aldeburgh, ou Schleswig-Holstein, au festival de chambre de Jérusalem, au festival Beethoven à Bonn, au festival Haendel de Halle et bien d'autres, et donne également des récitals à Barcelone, Salzbourg, Berlin, Londres, Paris, Moscou et Washington. Son répertoire est composé, notamment, de mélodies et lieder de Franz Schubert, Robert Schumann, Maurice Ravel, Alessandro Scarlatti, Peter Cornelius, Arnold Schönberg, Richard Strauss, Francis Poulenc.
Elle a chanté sous la direction de chefs tels que Claudio Abbado, Bernard Haitink, Zubin Mehta, Kent Nagano, Kurt Masur, Helmuth Rilling, Ivor Bolton, Simon Rattle et Carl St-Clair. À l'automne 2014, elle est nommée professeur de chant à l'Université Robert-Schumann de Düsseldorf
Elle est décédée à Berlin, le 15 décembre 2015, à l'âge de 47 ans, après une longue maladie.
Stella Doufexis enseignait à l'Université de musique Robert Schumann de Düsseldorf, vivait surtout à Berlin et était mariée au compositeur et chef d'orchestre Christian Jost.